# 乌依塔克组
乌依塔克组是位于中国新疆阿克陶县的上白垩世地层，1975年由新疆石油局地调处命名。该地层以上部为棕红色、下部为杂色的泥岩、膏泥岩为主，间夹砂岩、灰岩、石膏等。